# Cures (sabinos)
Cures (em latim: Cures Sabini) é uma cidade sabina localizada entre a margem esquerda do Tibre e a via Salária, ca. 42 km de Roma, na comuna de Fara in Sabina. Segundo a tradição a cidade foi fundada no século XI a.C. por habitantes sabinos da cidade de Amiterno, em Abruzos.[carece de fontes?] Tito Tácio (m. 748 a.C.), rei sabino de Cures, liderou seu povo em direção ao monte Quirinal onde uniram-se com os habitantes latinos do monte Palatino sob Rômulo; a tradição especula que o gentílico quirites, atribuído aos cidadãos de Roma, é uma derivação do nome Cures ou então da palavra sabina para lança (curis), embora atualmente estudiosos questionem tal associação. A tradição também associa a cidade como lugar de nascimento dos reis romanos Numa Pompílio e seu neto Anco Márcio.
Segundo evidências arqueológicas a cidade foi fundada durante o final do século IX a.C. e, através dos achados, é possível notar sua evolução urbana de molde orientalizante, principalmente no século VII a.C. Escavada em 1874-1877, produziu abundantes artefatos que possibilitaram os estudiosos compreender a dinâmica sócio-econômica do assentamento, bem como sua cultura material e de contatos realizados. Prosperou por séculos até ser dominada pelos romanos no século III a.C. No início do período imperial de Roma a cidade possuía importância marginal, porém, a partir do século II d.C. tornou-se prospera. No século IV a cidade foi desabitada e tornou-se uma necrópole. No século V foi sede de um bispado, tendo sido destruída pelos lombardos em 589.
O sítio arqueológico é composto por uma colina com dois cumes, o ocidental ocupado pela necrópole e o oriental pela cidadela, enquanto a cidade está situado entre estes dois pontos. Um dos achados mais importantes da cidade foi um cabana oval erigida com postes de madeira cimentados com barro e cascalho, com um chão de barro, que foi datada da segunda metade do século VIII a.C. Dividida em duas seções, no interior da cabaça foram encontrados restos de um forno para cozer grãos, um tear bem como pesos, e abundância em cerâmica, desde panelas à vasos. A cerâmica era decorada com figuras estilizadas de cor vermelha sobre um fundo branco. Entre os artefatos encontrados em Cures está o chamado "Cipo de Cures", uma tabuleta de pedra contendo elementos da escrita sabina onde é possível notar certa influência etrusca.